# Georgette Piccon
Pour les articles homonymes, voir Piccon.
Georgette Piccon, née le 2 août 1920 à Sospel (Alpes-Maritimes) et morte le 12 septembre 2004 à Villefranche-sur-Mer, est une peintre française.
Héritière du fauvisme, elle en retrouve dans sa peinture la vigueur et le culte de la couleur intense et primordiale, tout en exprimant un mélange de tourment et de passion. Le style incertain de ses œuvres trouve ses origines parmi de multiples influences, dont celles de Renoir, Cézanne, Degas, Monet, Gauguin, van Gogh et Bonnard, mais aussi les peintres flamands (Brueghel, Rubens), hollandais (Rembrandt, Vermeer), espagnols (Velazquez, Goya) et l'art italien (Michel-Ange, Le Caravage, Botticelli, Carpaccio…).

## Biographie
En 1929, Georgette Piccon quitte Nice avec sa famille pour s’installer à Paris. En 1937, élève au lycée Lamartine, elle est présentée au Concours général de dessin des lycées et collèges, obtient le baccalauréat, puis est reçue 4e sur 150 au concours d’entrée à l'École nationale supérieure des arts décoratifs. Elle compte parmi ses professeurs François Quelvée, Roland Oudot et Éric Bagge. Elle obtient le diplôme fin 1939, puis interrompt ses études lorsqu'éclate la Seconde Guerre mondiale. Repliée pendant un an avec sa famille au Cap d'Antibes, en zone libre, elle travaille seule et étudie le modèle vivant chez le sculpteur Alphonse Grebel.
En octobre 1940, elle s’inscrit comme élève libre à l’École des beaux-arts de Paris, dans l’atelier d'Eugène Narbonne. En juin 1941, elle est reçue au concours d’admission, section de peinture. Puis elle est admise en octobre 1943 dans l’atelier de fresque, sous la direction de Pierre-Henri Ducos de La Haille. Elle y apprend le métier de la peinture à fresque, et exécute des fresques de dimensions relativement importantes en 1944-1945. Elle se lie d'amitié avec ses condisciples Jean Delpech, Stéphane Magnard, Marguerite Migeon, Maurice Portal, Pierre Quiniou et Jean-Louis Viard.
En 1946, elle concourt sans succès au prix de Rome en peinture, puis épouse Marcel Bodénez, architecte, originaire de Bretagne. Ils emménagent dans un atelier au 189, rue Ordener, dans la cité Montmartre-aux-artistes. Leur fils, Yves Bodénez, également artiste peintre, naît en 1947. Peu après, Marcel Bodénez devient architecte de la Ville de Rennes, où résident ses parents. Pendant une vingtaine d'années, le couple occupe avec ses enfants un appartement de fonction dans le palais Saint-Georges, puis il déménage dans un immeuble moderne sur les quais de la Vilaine. Georgette Piccon garde pendant plusieurs années son atelier parisien et fait la navette entre Rennes et Paris pour y poursuivre sa carrière : elle y expose et participe à des Salons.
Bien qu'elle n'apprécie guère le Rennes de l'après-guerre, trop conservateur à son goût, sa vie en province l'éloigne peu à peu de la capitale. À la naissance de sa fille Françoise en 1962, elle renonce à sa carrière parisienne. Certes, elle s'est fait un nom comme artiste en Bretagne, sa région d'adoption, mais elle n'a, par exemple, jamais obtenu le poste de professeur qu'elle briguait à l'École régionale des beaux-arts de Rennes. Elle est toutefois bien intégrée dans les milieux intellectuel et artistique locaux, où elle côtoie notamment le sculpteur Francis Pellerin, l'architecte Georges Maillols ou le géographe Michel Phlipponneau.
Dans les années 1970, les galeries d'art rennaises ferment les unes après les autres. En 1976, Georgette Piccon fonde le comité local de l’Union des arts plastiques (UAP), une association nationale qui lutte pour l'amélioration de la condition sociale de l'artiste. Le comité rennais, réunissant des plasticiens de toutes tendances artistiques, organise plusieurs expositions dans des locaux publics. Georgette Piccon cesse d'exposer dans les galeries commerciales. Elle ne vend plus beaucoup de toiles, mais elle peint toujours avec autant de passion.
En 1984, elle s'installe avec son mari à Èze (Alpes-Maritimes). Les années suivantes sont marquées par une activité picturale intense. En 1992, un grave accident de voiture met un frein à sa carrière. Malade, elle cesse toute activité artistique après 1997.

## Œuvre
La peinture à l’huile est la technique de prédilection de Georgette Piccon. Elle a réalisé plusieurs centaines de tableaux, avec une palette riche : rouge-vermillon, orange, jaunes, ocres… Mais elle exécute également des œuvres importantes en noir et blanc, à l’encre de Chine, en particulier une série représentant les brise-lames des plages de Saint-Malo, ou des oliviers aux troncs noueux et tourmentés. Elle se montre à l’aise autant avec de petits que de grands formats. Elle a laissé d’innombrables dessins et aquarelles, généralement des croquis réalisés d'après modèle vivant ou des esquisses exécutées sur le terrain, en préparation des tableaux qu’elle peint dans son atelier. Elle produit également de nombreux monotypes, gouaches ainsi que des lithographies, linogravures, sérigraphies, gravures (pointe sèche, eau-forte), fusains et pastels. Enfin, elle a réalisé quelques décorations murales et sculptures.
Ses sources d’inspiration sont elles aussi extrêmement variées. Elle peint des paysages du Midi de la France (Antibes, les villages perchés de l'arrière-pays provençal, Èze, Villefranche-sur-Mer, Saint-Jean-Cap-Ferrat ou Marseille). Elle représente les paysages bretons avec des couleurs qui rappellent le Midi ou l’Italie: la Bretagne de l'intérieur (Rennes et ses environs) et des marines (Saint-Malo et la Côte d'Émeraude, Le Guilvinec et Belle-Île-en-Mer). Des œuvres de jeunesse représentent des vues de Paris. Enfin, ses voyages lui inspirent des tableaux de Venise et de Yougoslavie.
Elle peint aussi de nombreux portraits, exécutés sur commande ou représentant des personnes de son entourage, notamment des enfants. L'un de ses sujets favoris est le nu féminin. Elle laisse également de nombreux tableaux de fleurs, ainsi que des représentations animalières — en particulier des oiseaux : faisans, paons — et des natures mortes. On doit enfin à cette artiste engagée une importante série de monotypes inspirés des manifestations de mai 1968.
Des critiques d’art ont qualifié Georgette Piccon de « peintre de la joie ». Une conclusion hâtive, basée sur ses origines méridionales et les couleurs vives qu’elle utilise. Pourtant, c'est plutôt une personnalité tourmentée qui transparaît dans de nombreux tableaux : troncs d’arbres noueux, amas de rochers, épaves de bateaux, paysages brûlés ou enneigés, ciels orageux, poissons et oiseaux morts, personnages énigmatiques ou effrayés.
Georgette Piccon signe toutes ses œuvres de son nom de jeune fille : alternativement « Piccon » ou « G. Piccon ». De 1947 à 1970, les affiches de ses expositions rennaises portent son nom double de femme mariée : « G. Piccon-Bodénez ». Par contre, à Paris, elle est « Piccon » tout court, comme du temps de ses études à l'École des beaux-arts. C’est pour sa peinture qu’elle veut y être appréciée et non en tant que femme peintre et pour elle, le patronyme seul, sans l’initiale du prénom, sonne plus masculin. À partir de 1973, toutes ses affiches d’expositions portent le nom « G. Piccon ».

## Expositions
- Du 16 novembre au 14 décembre 1945 : Rythmes et Couleurs, exposition de groupe, Maison des Beaux-Arts, 11, rue des Beaux-Arts, Paris.
- Du 14 au 29 mars 1947 : galerie Beaux-Arts, place de la Mairie, Rennes[9].
- Mai-juin 1949 : Galerie Beaux-Arts, Rennes[10].
- Décembre 1949 : « Peintres et ports bretons », exposition de groupe, Galerie Beaux-Arts, Rennes[11].
- Du 1er au 15 avril 1950 : Galerie Perdriel, 3 rue des Fossés, Rennes[12].
- Du 21 décembre 1950 au 5 janvier 1951 : Galerie Perdriel, Rennes[13].
- Du 4 au 26 mai 1951 : Galerie Jean Pascaud (Suillerot), 165 boulevard Haussmann, Paris VIIIe[14].
- Du 13 au 27 décembre 1952 : Galerie Perdriel, Rennes[15].
- Du 19 décembre 1953 au 2 janvier 1954 : Galerie Perdriel, Rennes[16].
- 1953 (?), exposition de groupe sur le thème du cirque, Galerie Jean Pascaud, Paris.
- Du 5 au 19 mars 1955 : Galerie Beaux-Arts, Rennes[17].
- Avril 1956 : Galerie Beaux-Arts, exposition de groupe, Rennes[18].
- Du 13 au 24 novembre 1956 : Galerie Beaux-Arts, Rennes[19].
- Du 17 au 31 octobre 1958 : Galerie Beaux-Arts, Rennes[20].
- Du 7 au 20 novembre 1958 : Galerie Mignon-Massart, 10 rue Boileau, Nantes[21].
- Novembre 1958 : exposition de groupe « Huit peintres de l’Ouest », Galerie Beaux-Arts, Rennes[22].
- Du 5 au 26 mars 1960 : Galerie de Courcelles, 194 rue de Courcelles, Paris 18e[23].
- 1960, « Art et Nature », exposition de groupe, château de Comper, Concoret (Morbihan).
- Du 22 novembre au 3 décembre 1960 : Galerie des Beaux-Arts, Rennes[24].
- 1962 (15 novembre au 1er décembre): Galerie des Beaux-Arts, Rennes[25].
- Du 26 novembre au 10 décembre 1964 : Galerie Beaux-Arts, Rennes[26].
- Du 6 au 31 décembre 1966 : Galerie Beaux-Arts, Rennes[27].
- 1968 (juillet-août): exposition de groupe, Galerie Les Marmousets, 7 rue Beaumanoir, Ploërmel[28].
- Du 4 au 7 juin 1969 : Galerie de La Proue, Rennes[29].
- Du 12 mai au 6 juin 1970 : Galerie de La Proue, Rennes[30].
- Du 2 au 21 mars 1973 : Galerie Desgranges, 5 rue de Toulouse, Rennes[31].
- Avril-mai 1976 : exposition du groupe Union des Arts Plastiques, Maison des jeunes et de la culture du Grand-Cordel, rue Mirabeau, Rennes[32].
- Du 7 au 31 décembre 1976 : « 25 ans de peinture », Maison des Jeunes et de la Culture du Grand-Cordel, Rennes[33].
- Du 25 novembre au 14 décembre 1977 : exposition de groupe Union des Arts Plastiques, Galerie du Théâtre Municipal (aujourd'hui l'Opéra de Rennes)[34].
- Du 6 au 28 janvier 1978 : Maison du Champ de Mars, Cours des Alliés, Rennes[35].
- Du 6 au 31 décembre 1978 : exposition de groupe avec l'artiste chilien José Balmes et l'Union des Arts Plastiques, Maison du Champ de Mars, Rennes[36].
- Mai 1987 : chapelle Jean Cocteau, Villefranche-sur-Mer[37].
- Du 15 au 30 décembre 1987 : Galerie du Centre Guillaume Apollinaire, avenue du 3 septembre, Cap d'Ail[38].
- Du 28 octobre au 10 novembre 1988 : BNP, 21 avenue Jean-Médecin, Nice.
- Du 29 août au 4 septembre 1989 : salle des fêtes, Saint-Jean-Cap-Ferrat.
- Du 30 octobre au 11 novembre 1989 : Galerie du Centre Guillaume-Apollinaire, avenue du 3 septembre, Cap-d’Ail.

## Salons
Jusque dans les années 1960, Georgette Piccon participe à de nombreux Salons :
- Salon des artistes français : sociétaire (dès les années 1940) ;
- Salon d'automne : « Moins de 30 ans », puis « Membre exposant » ;
- Société nationale des beaux-arts : associée à partir de 1961 ;
- Les Compagnons de l’Art monumental[39] à partir de 1954 ;
- Biennale de Menton.

## Décorations murales
- À Rennes pendant les années 1950, notamment :
  - crèche municipale ;
  - salle des fêtes du cercle Paul-Bert ;
  - à deux occasions, décorations (éphémères) pour la niche de l'hôtel de ville lors des fêtes de fin d’année : Saint Nicolas et son cheval, armoiries de Rennes.

- Nice, groupe scolaire de l’Ariane : La Clé de la connaissance, vers 1975, sculpture, dans le cadre du 1 % artistique.

## Récompenses
À l'École nationale supérieure des beaux-arts :
- 1941, prix Fortin d’Ivry : premier prix, 1re médaille ;
- 1942, prix Colin et Sturler : mention ;
- 1943 (?), prix Roux (enluminure - concours de l’Institut) : premier prix ;
- 1944-1945, prix Chenavard : troisième prix ;
- 1945-1946, prix Rocheron : 2e prix ;
- 1947-1948 (?), prix Anna Maire.

Puis :
- 1951, sélectionnée au prix Antral ;
- 1953, prix de la Couleur (Biennale de Menton) ;
- premier prix « Signatures ».

## Collections publiques
- La Ville de Paris lui a acheté plusieurs tableaux, non localisés[40] :
  - Place de l’Hôtel de Ville (1945) ;
  - Cirque, 1950 ;
  - Bohémiennes, 1952 ;
  - Saint-Malo, 1959 ;
  - Bouquet d'œillets, 1960[41] ;
  - Balises à Belle-Île, 1961[42].
- Paysage, 1951, acquis par l’État français pour le ministère de l'Éducation nationale, Direction de l'Enseignement et de la Production artistique, Bureau des Travaux d'art.